# Descurainia sophioides
Descurainia sophioides är en korsblommig växtart som först beskrevs av Fisch. och William Jackson Hooker, och fick sitt nu gällande namn av Otto Eugen Schulz. Descurainia sophioides ingår i släktet stillfrön, och familjen korsblommiga växter. Inga underarter finns listade i Catalogue of Life.